# Nahid Persson Sarvestani
Nahid Persson Sarvestani (Siraz, 24 de maig de 1960) és una documentalista suecoiraniana.
Les seves pel·lícules documentals més conegudes són Prostitution bag sløret, Min mamma - en persisk prinsessa, 17 år av längtan i I livets slutskede. L'any 2007, després d'haver estat arrestada i empresonada breument per les autoritats iranianes per presumptament haver avergonyit el seu país natal amb el documental sobre dues prostitutes de Teheran, va completar el treball Quatre dones, un marit en condicions perilloses. La pel·lícula, que retrata una família polígama del sud de Siraz, va ser extreta d'amagat de l'Iran i finalment editada a Suècia. El novembre de 2008, Persson Sarvestani va acabar la producció de La reina i jo, un documental en què s'examina la complexa relació de la directora durant un any amb l'antiga emperadriu iraniana Farah Pahlaví. La pel·lícula es va estrenar a Amèrica del Nord al Festival de Cinema de Sundance el 2009 i es va exhibir en diversos països en motiu del 30è aniversari de la Revolució islàmica. El 2021 va escriure i dirigir Sigues la meva veu, sobre la periodista i activista Masih Alinejad.
Persson Sarvestani ha rebut diversos premis per les seves pel·lícules. I livets slutskede va rebre el Premi al Periodista de la Cancerfondens l'any 2002. La pel·lícula Prostitution bag sløret, un relat controvertit i dolorosament revelador de la vida de dues prostitutes a Teheran, va rebre una nominació a l'Emmy Internacional, així com el Drac d'Or del Festival de Cinema de Cracòvia, al millor documental informatiu internacional al Festival de Televisió de Montecarlo de 2005, així com el Kristallen i el Guldbagge el 2005.
Persson Sarvestani també comparteix el Premi Cultural de 2005 de la Confederació Sueca d'Empleats Professionals amb l'autora Marjaneh Bakhtiari.